# Ulica Pokorna w Warszawie
Ulica Pokorna – ulica w dzielnicy Śródmieście w Warszawie, łącząca ulice Stawki i Inflancką.

## Nazwa
Nazwa ulicy, nadana oficjalnie w 1770, ma związek ze znajdującym się od 1737 roku u zbiegu ulic Pokornej i Kłopot zakładem dla włóczęgów i drobnych przestępców, zwanym Cuchthauzem (Domem Poprawy).

## Historia
Pod koniec XVII wieku droga stanowiąca późniejszą ulicę została wyprostowana w związku z powstaniem ogrodów pałacu Murano, wzdłuż zachodniej krawędzi których przebiegała. Ulica Pokorna została wytyczona w 1770, w ramach regulacji sieci ulicznej w okolicach tworzonego wtedy placu Muranowskiego.
W 1824 na rozkaz wielkiego księcia Konstantego pomiędzy ulicami: Dziką, Stawki i Pokorną powstał plac musztry oraz przeglądów wojska, nazwany placem Broni. Plac miał kształt kwadratu o boku 420 metrów i był największym placem XIX-wiecznej Warszawy.
W 1891 na teren u zbiegu Pokornej i Stawek przeniesiono z ul. Wałowej targowisko nazywane Wołówką.
Przed I wojną światową miała początek przy ulicy Muranowskiej (w ówczesnym jej przebiegu), a kończyła się przy przejeździe przez linię kolejową. Łącząc się z ulicą Kłopot, tworzyła jedną z północnych tras wylotowych z miasta. Przed II wojną światową jej funkcja została przejęta przez wiadukt łączący ulice Bonifraterską i Mickiewicza, a ona sama skrócona do skrzyżowania z Inflancką. 
Ważnym zespołem obiektów przy ulicy Pokornej 12 był szpital zlokalizowany na rogu z Inflancką. Wybudowany w latach 20. XIX wieku gmach główny (kamienica Stanisława Sorettiego) z dwoma długimi skrzydłami wzdłuż Pokornej i Inflanckiej mieścił od 1834 Szpital Starozakonnych. Rozbudowany w 1835-38 według projektu Henryka Marconiego poszerzył się o skrzydło północne oraz ogród. Na terenie szpitala znajdowały się także trzy mniejsze budynki. Szpital posiadał 400 łóżek na pięciu oddziałach: wewnętrznym, chirurgicznym, ocznym, psychiatrycznym i skórno-wenerycznym. Stary Szpital Starozakonnych funkcjonował na Pokornej do 1902 roku. 
W latach 1914–1916 w budynkach przy Pokornej mieścił się szpital Czerwonego Krzyża, następnie od 1916  Szpital Miejski Chorób Zakaźnych, a od 1918 Wojskowy Szpital Epidemiczny. W 1921 siedzibę miał oddział zakaźny Szpitala Okręgowego. W 1926 stwierdzono zły stan techniczny budynków, w 1938 zawalił się dach budynku na terenie ogrodu i osunął się fragment ściany wzdłuż Inflanckiej. W 1939 roku Gmina Żydowska wystąpiła do magistratu o oddanie zespołu budynków, jednak z powodu wybuchu wojny do przekazania nie doszło. 
W czasie II wojny światowej południowa część ulicy znalazła w getcie. Parzysta (wschodnia) część ulicy została wyłączona z dzielnicy zamkniętej w marcu 1942.
W latach 1943–1944 większość zabudowy została zburzona. Nieliczne ocalałe kamienice rozebrano wkrótce po wojnie.  Przetrwała jedynie brukowana nawierzchnia ulicy. Do 2003 roku otoczenie ulicy stanowiły rozległe tereny zajezdni autobusowej. 
Po likwidacji zajezdni na początku XXI wieku przy ul. Pokornej powstała zabudowa mieszkalno-usługowa po obu stronach ulicy, rozciągający się dalej wzdłuż przedłużonej ulicy Pokornej do ulicy Andersa, w tym kompleks biurowców Gdański Business Center.

## Obiekty nieistniejące
- Stary Szpital Starozakonnych